# Dead Man’s Corner
Koordinaten: 49° 19′ 43,4″ N, 1° 16′ 7,4″ W

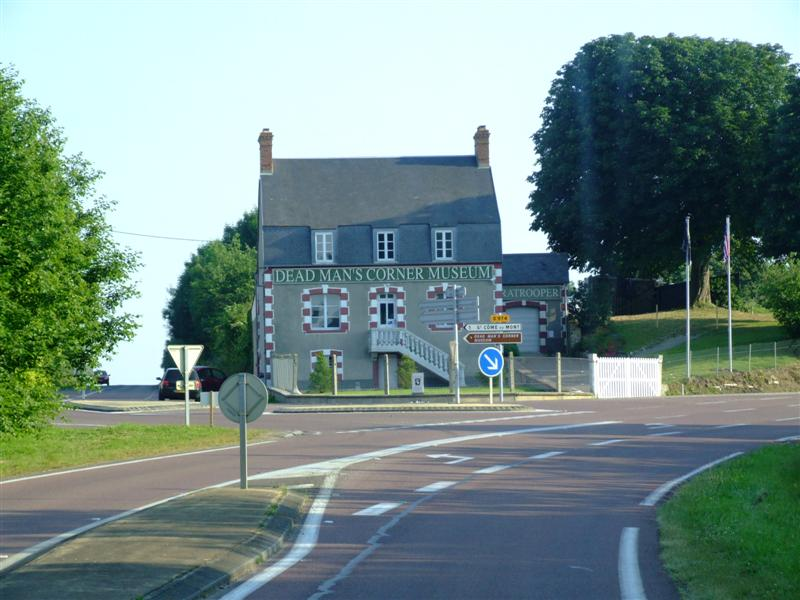
Dead Man’s Corner im Juni 2008

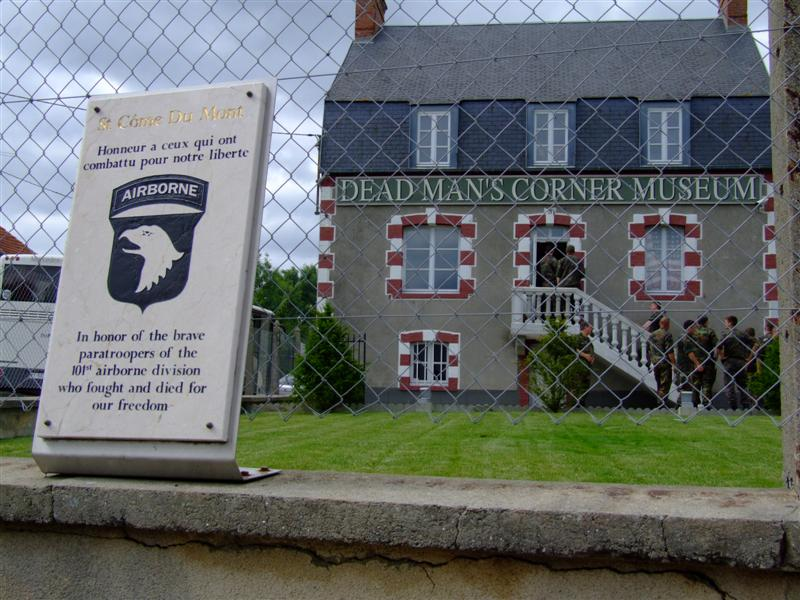
Der Gedenkstein vor dem Museum

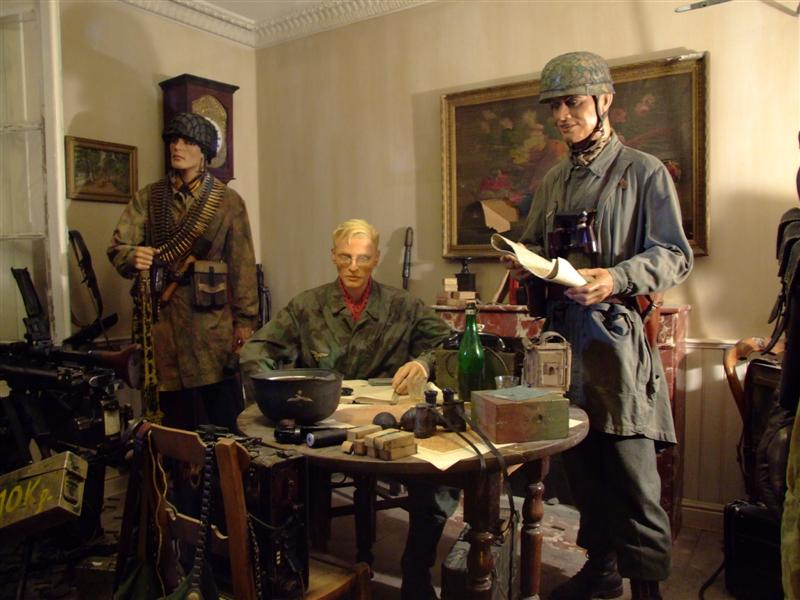
Im Dead Man’s Corner Museum

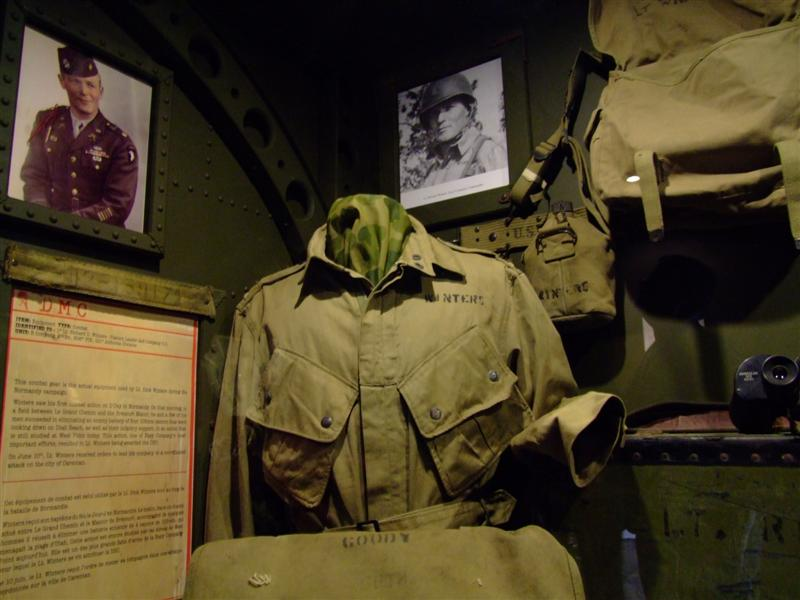
Die Uniform von Cpt. Winters im Dead Man’s Corner Museum

Dead Man’s Corner bezeichnet eine Straßenkreuzung etwa 70 Kilometer nordwestlich der Stadt Caen in der französischen Normandie. Er wurde nach der Schlacht um Carentan geprägt. Der Name wurde für das daran erinnernde gleichnamige Museum adaptiert.

## Historische Grundlage
Am Morgen des 6. Juni 1944 sprangen 13.000 Fallschirmjäger der 101. US-Luftlandedivision und der 82. US-Luftlandedivision über der Normandie ab. Durch schlechte Witterungsbedingungen und Beschuss durch deutsche Flugabwehr wurden die Springer jedoch ungenau abgesetzt.
Bis zum Morgen des 7. Juni 1944 waren die Soldaten aus Saint-Côme-du-Mont kommend bis kurz vor die Stadt Carentan gelangt. Als der erste Panzer, ein Light Tank M5 des 70. Panzerbataillons, die Kreuzung überqueren wollte, wurde er durch Soldaten des deutschen Fallschirmjägerregiments 6 abgeschossen. Ein Turmtreffer setzte das Fahrzeug außer Gefecht und tötete den Panzerkommandanten. Die Leiche des Mannes blieb noch mehrere Tage im Turm des Panzers hängen. Die amerikanischen Fallschirmjäger sprachen zunächst von der „corner with the dead man in the tank“ („Die Ecke mit dem Toten im Panzer“), aber schnell wurde daraus „Dead Man’s Corner“.

## Nachwirkung
Das Haus, welches heute beinahe unverändert dort steht, wurde von den Soldaten des deutschen Fallschirmjägerregiments 6 immer wieder als Gefechtsstand und Verwundetensammelstelle genutzt. Es beinhaltet heute das „Paratrooper Museum and Memorial“.
In der Mini-Serie Band of Brothers – Wir waren wie Brüder kommt der Ort in der dritten Folge Carentan vor. Darüber hinaus wird auf den Ort in mehreren Videospielen referenziert.